# Dachovy
Dachovy jsou osada, která je součástí města Hořice v okrese Jičín, severozápadně od krajského města Hradce Králové. Nalézají se asi 2 km severně od centra Hořic.

## Název
Jméno osady pochází podle spisovatele Aloise Jilemníckého z osobního jména Damián, zčeštěného na Dach.

## Zajímavosti
V obci se nachází pomník skladatele Jana Maláta od akademického sochaře Karla Samohrda a barokní plastika Svatý Josef z roku 1755. Roku 1925 zde bylo zřízeno přírodní koupaliště Dachova. Koupaliště společně se slunečními lázněmi a hřištěm vzniklo na místě bývalého dachovského rybníka. Autorem projektu byl architekt Karel Bachura, profesor hořické sochařsko-kamenické školy. Koupaliště, hlavní budova a strážní domek byly roku 2013 zařazeny mezi nemovité kulturní památky ČR.

## Turistika
Dachovy prochází zelená turistická značka z Hořic do Doubravy, končí zde žlutá "Malátova" turistická stezka.

## Galerie

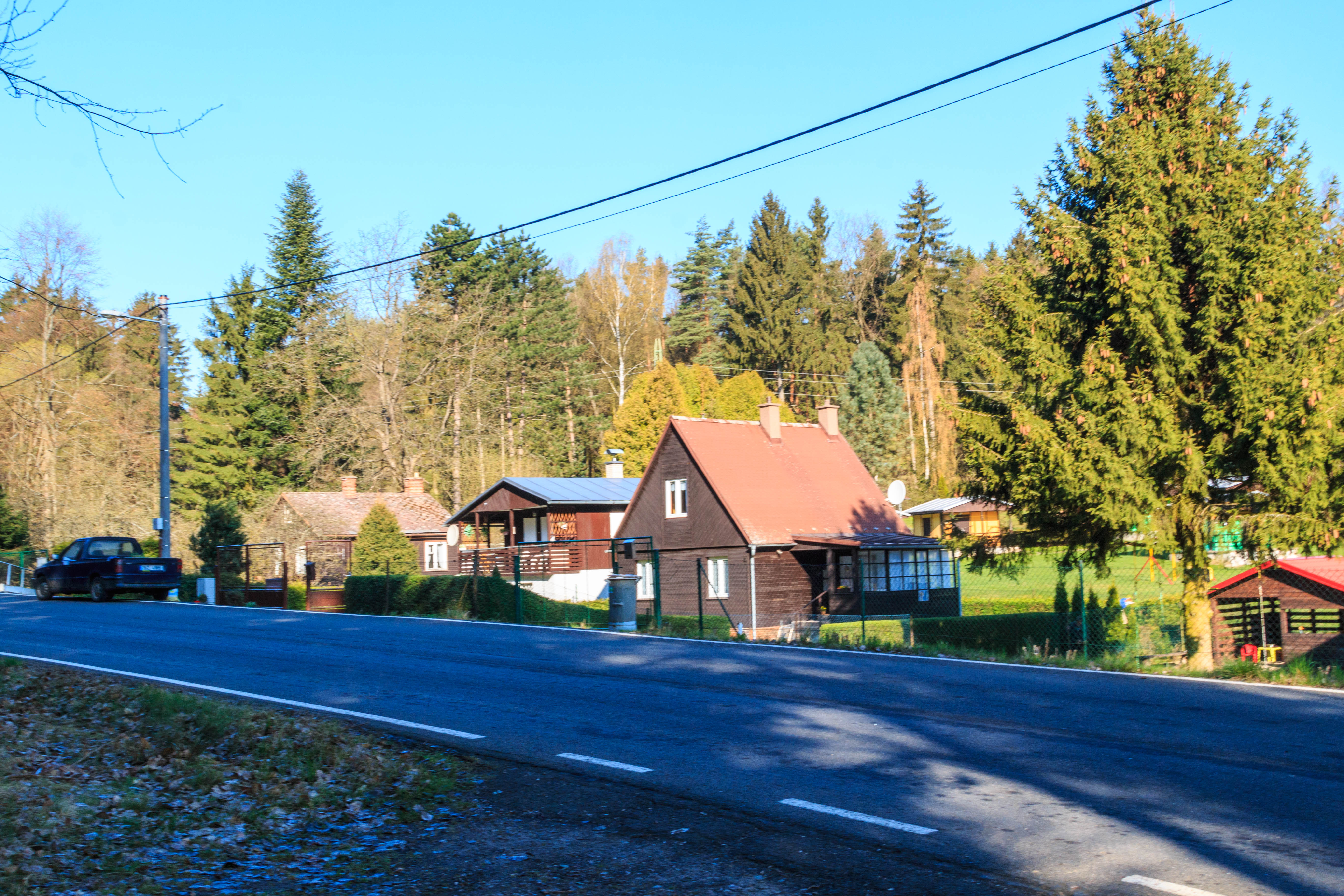
Dachovy - chatová oblast
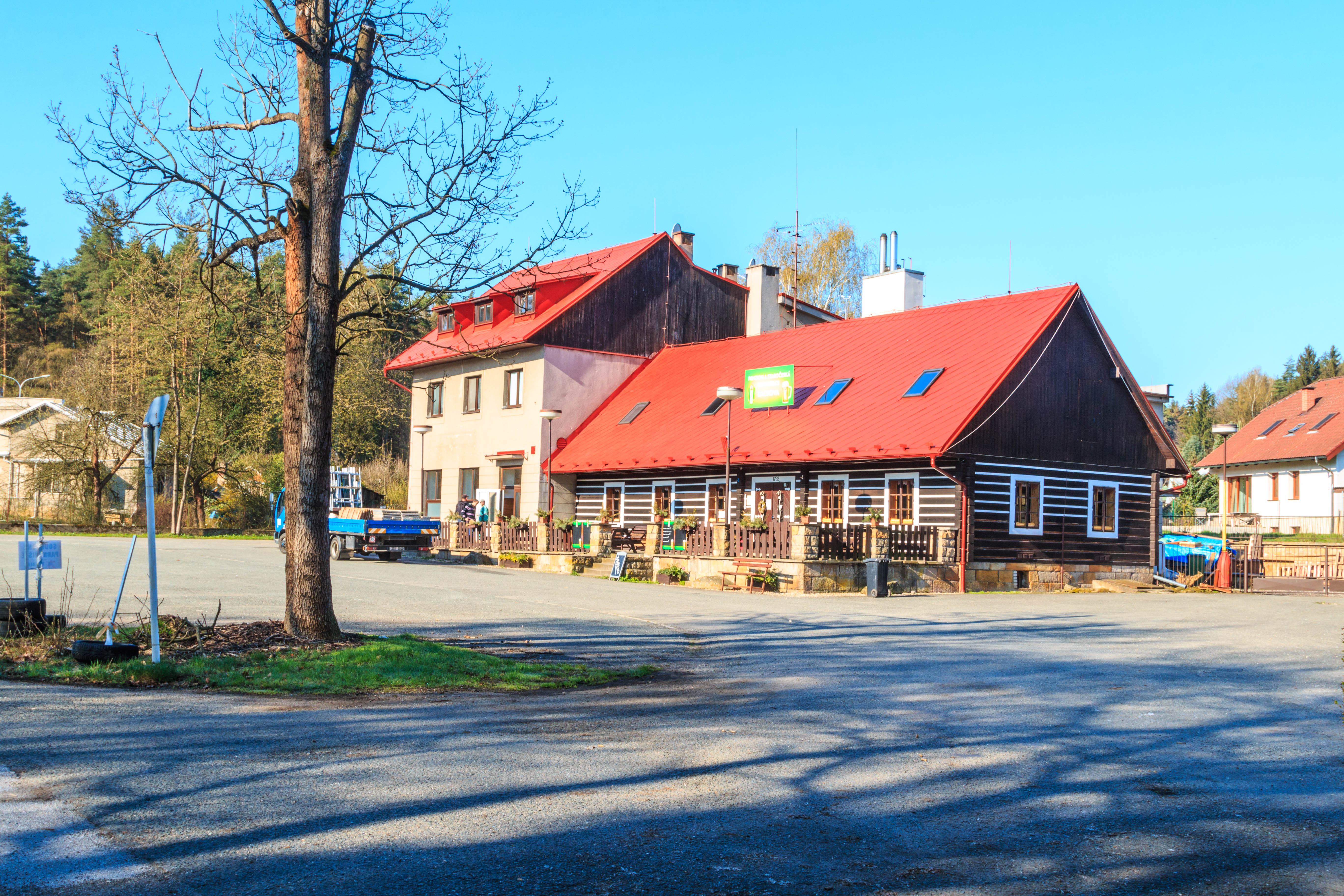
Dachovy - motorest
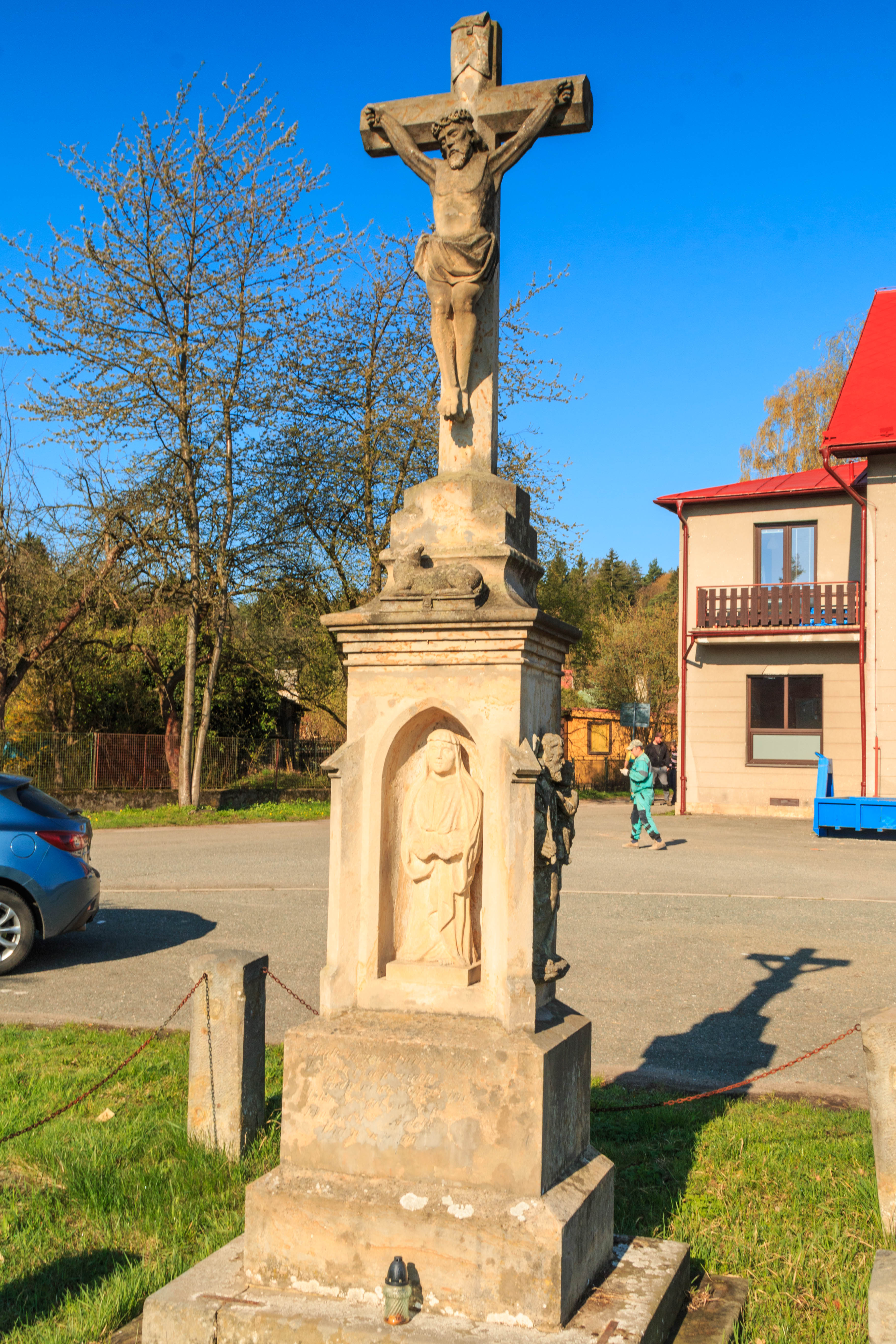
Dachovy - kříž
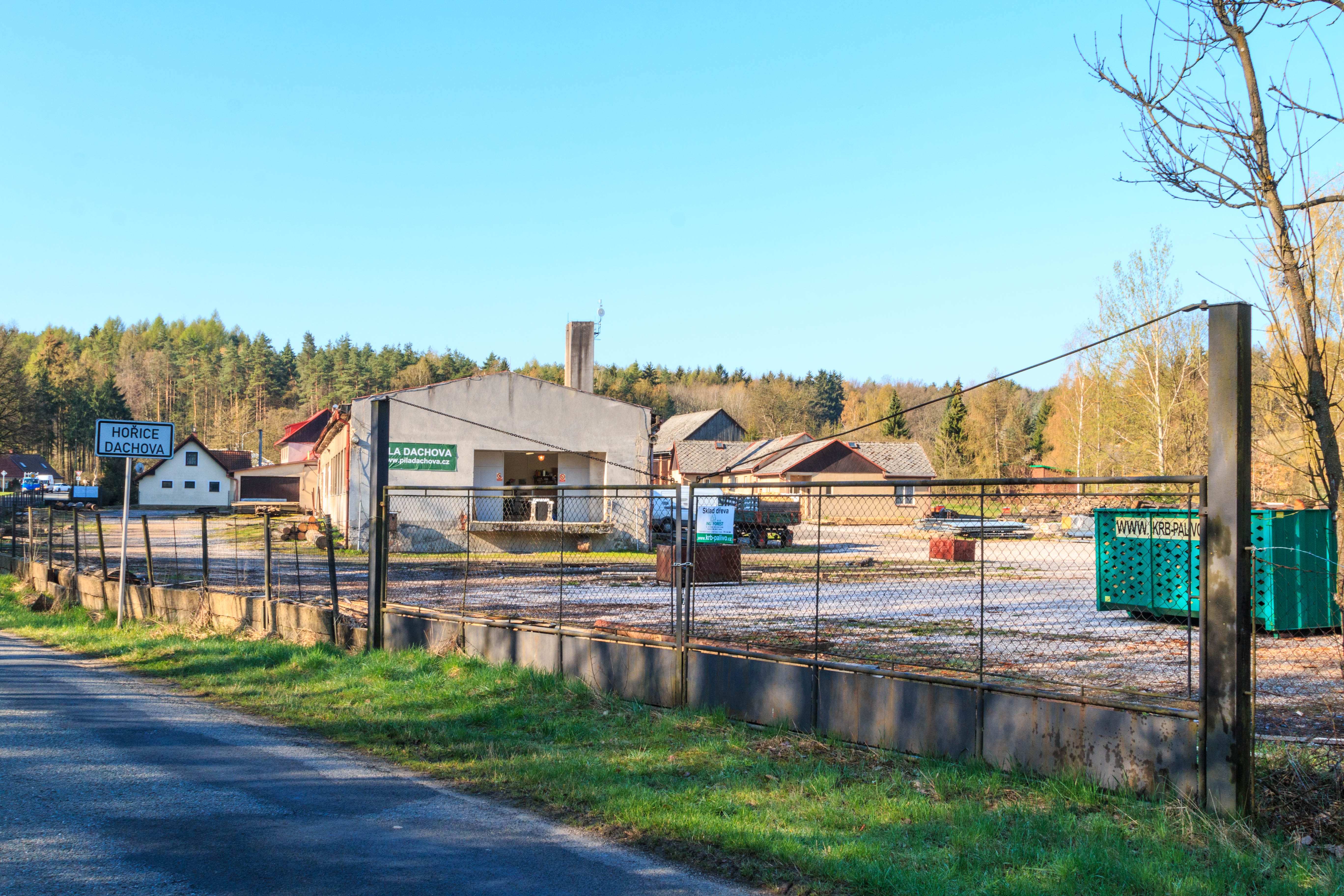
Dachovy - pila
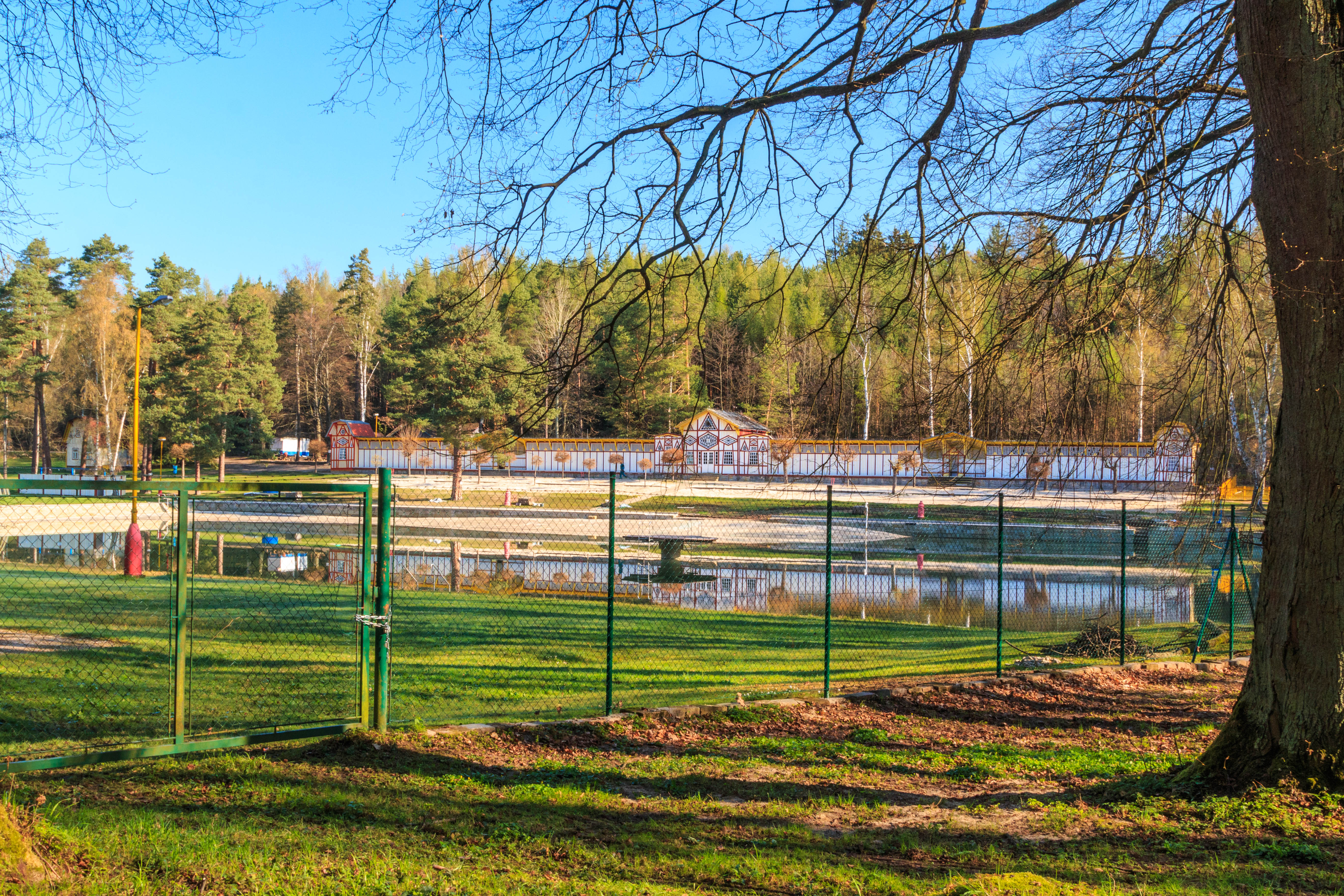
Koupaliště Dachovy